# الكسندر ويلكينسون
الكسندر ويلكينسون (6 ديسمبر 1892 بسيدني في أستراليا - 19 سبتمبر 1983 بإنجلترا في المملكة المتحدة) (بالإنجليزية: Alexander Wilkinson)‏ هو عسكري ولاعب كريكت بريطاني. لعب مع British Army cricket team ‏ وCombined Services cricket team ‏ وFree Foresters Cricket Club ‏ وHarlequins Cricket Club ‏ ونادي مارليبون للكريكت ‏ ونادي الكريكت في جامعة أكسفورد ‏.